# 2. Bundesliga de 2022–23
A 2. Bundesliga de 2022–23 foi a 49ª temporada da 2. Bundesliga. A temporada começou em 15 de julho de 2022 e terminou em 28 de maio de 2023.

## Sistema de competição
Participam da 2. Bundesliga 18 clubes que, seguindo um calendário estabelecido por sorteio, se enfrentam entre si em duas partidas de ida e volta. O vencedor de cada partida conquista três pontos, enquanto o empate um ponto e a derrota, zero pontos.
Ao final da temporada, os dois primeiros colocados se classificarão à 1. Bundesliga, e o terceiro colocado disputará sua promoção com o 16º colocado da 1. Bundesliga. Os dois últimos serão rebaixados à 3. Liga e o 16º colocado disputará sua permanência com o terceiro colocado da 3. Liga.

## Participantes

### Mudanças de times
| Promovido da 3. Liga de 2021–22                             | Rebaixado da Bundesliga de 2021–22 | Promovido para Bundesliga de 2022–23 | Rebaixado para 3. Liga de 2022–23           |
| ----------------------------------------------------------- | ---------------------------------- | ------------------------------------ | ------------------------------------------- |
| 1. FC Magdeburg Eintracht Braunschweig 1. FC Kaiserslautern | Arminia Bielefeld Greuther Fürth   | Schalke 04 Werder Bremen             | Dynamo Dresden Erzgebirge Aue FC Ingolstadt |

### Estádios e localização
| Time                   | Localização    | Estádio                        | Capacidade |
| ---------------------- | -------------- | ------------------------------ | ---------- |
| Arminia Bielefeld      | Bielefeld      | Schüco-Arena                   | 27,300     |
| Eintracht Braunschweig | Braunschweig   | Eintracht-Stadion              | 23,325     |
| Darmstadt 98           | Darmstadt      | Merck-Stadion am Böllenfalltor | 17,000     |
| Fortuna Düsseldorf     | Düsseldorf     | Merkur Spiel-Arena             | 54,600     |
| Greuther Fürth         | Fürth          | Sportpark Ronhof Thomas Sommer | 16,626     |
| Hamburger SV           | Hamburg        | Volksparkstadion               | 57,000     |
| Hannover 96            | Hanôver        | Heinz von Heiden Arena         | 49,000     |
| 1. FC Heidenheim       | Heidenheim     | Voith-Arena                    | 15,000     |
| 1. FC Kaiserslautern   | Kaiserslautern | Fritz-Walter-Stadion           | 49,780     |
| Karlsruher SC          | Karlsruhe      | BBBank Wildpark                | 29,699     |
| Holstein Kiel          | Kiel           | Holstein-Stadion               | 15,034     |
| 1. FC Magdeburg        | Magdeburg      | MDCC-Arena                     | 30,098     |
| 1. FC Nürnberg         | Nuremberg      | Max-Morlock-Stadion            | 49,923     |
| SC Paderborn           | Paderborn      | Home Deluxe Arena              | 15,000     |
| Jahn Regensburg        | Regensburg     | Jahnstadion Regensburg         | 15,210     |
| Hansa Rostock          | Rostock        | Ostseestadion                  | 29,000     |
| SV Sandhausen          | Sandhausen     | BWT-Stadion am Hardtwald       | 15,414     |
| FC St. Pauli           | Hamburg        | Millerntor-Stadion             | 29,546     |

## Classificação
| Pos | Equipe                 | Pts | J  | V  | E  | D  | GP | GC | SG  | Promovido, classificação ou rebaixado |
| --- | ---------------------- | --- | -- | -- | -- | -- | -- | -- | --- | ------------------------------------- |
| 1   | Heidenheim (C)         | 67  | 34 | 19 | 10 | 5  | 67 | 36 | +31 | Promoção para Bundesliga de 2023–24   |
| 2   | Darmstadt 98           | 67  | 34 | 20 | 7  | 7  | 50 | 33 | +17 | Promoção para Bundesliga de 2023–24   |
| 3   | Hamburgo               | 66  | 34 | 20 | 6  | 8  | 70 | 45 | +25 | Play-off de promoção                  |
| 4   | Fortuna Düsseldorf     | 58  | 34 | 17 | 7  | 10 | 60 | 43 | +17 |                                       |
| 5   | St. Pauli              | 58  | 34 | 16 | 10 | 8  | 55 | 39 | +16 |                                       |
| 6   | Paderborn              | 55  | 34 | 16 | 7  | 11 | 68 | 44 | +24 |                                       |
| 7   | Karlsruher             | 46  | 34 | 13 | 7  | 14 | 58 | 55 | +3  |                                       |
| 8   | Holstein Kiel          | 46  | 34 | 12 | 10 | 12 | 58 | 61 | −3  |                                       |
| 9   | Kaiserslautern         | 45  | 34 | 11 | 12 | 11 | 47 | 48 | −1  |                                       |
| 10  | Hannover 96            | 44  | 34 | 12 | 8  | 14 | 50 | 55 | −5  |                                       |
| 11  | Magdeburg              | 43  | 34 | 12 | 7  | 15 | 48 | 55 | −7  |                                       |
| 12  | Greuther Fürth         | 41  | 34 | 10 | 11 | 13 | 47 | 50 | −3  |                                       |
| 13  | Hansa Rostock          | 41  | 34 | 12 | 5  | 17 | 32 | 48 | −16 |                                       |
| 14  | Nürnberg               | 39  | 34 | 10 | 9  | 15 | 32 | 49 | −17 |                                       |
| 15  | Eintracht Braunschweig | 36  | 34 | 9  | 9  | 16 | 42 | 57 | −15 |                                       |
| 16  | Arminia Bielefeld      | 34  | 34 | 9  | 7  | 18 | 50 | 62 | −12 | Play-off de rebaixamento              |
| 17  | Jahn Regensburg        | 31  | 33 | 8  | 7  | 18 | 34 | 58 | −24 | Rebaixado à 3. Liga de 2023–24        |
| 18  | Sandhausen             | 28  | 34 | 7  | 7  | 20 | 35 | 63 | −28 | Rebaixado à 3. Liga de 2023–24        |

## Confrontos
| Mandante \ Visitante   | BIE | BRA | DAR | DÜS | FÜR | HAM | HAN | HEI | KAI | KAR | KIE | MAG | NÜR | PAD | REG | ROS | SAN | STP |
| ---------------------- | --- | --- | --- | --- | --- | --- | --- | --- | --- | --- | --- | --- | --- | --- | --- | --- | --- | --- |
| Arminia Bielefeld      | —   | 4–1 | 3–1 | 2–2 | 1–1 | 0–2 | 1–3 | 0–1 | 2–3 | 1–2 | 4–2 | 3–1 | 2–2 | 2–2 | 0–3 | 0–1 | 1–2 | 2–0 |
| Eintracht Braunschweig | 3–3 | —   | 0–1 | 2–2 | 0–1 | 0–2 | 1–0 | 2–0 | 1–0 | 2–1 | 2–3 | 1–2 | 4–2 | 0–0 | 1–2 | 0–1 | 2–1 | 2–1 |
| Darmstadt 98           | 1–1 | 2–1 | —   | 1–0 | 1–1 | 1–1 | 1–0 | 2–2 | 2–0 | 2–1 | 1–1 | 1–0 | 2–0 | 2–1 | 2–0 | 4–0 | 2–1 | 0–3 |
| Fortuna Düsseldorf     | 4–1 | 3–1 | 1–0 | —   | 2–2 | 2–2 | 3–3 | 1–1 | 1–2 | 3–2 | 3–0 | 3–2 | 0–1 | 2–1 | 4–0 | 3–1 | 2–0 | 1–0 |
| Greuther Fürth         | 1–0 | 2–2 | 4–0 | 2–1 | —   | 1–0 | 1–1 | 0–2 | 1–3 | 1–1 | 2–2 | 3–0 | 1–0 | 2–1 | 2–1 | 2–2 | 1–1 | 2–2 |
| Hamburger SV           | 2–1 | 4–2 | 1–2 | 2–0 | 2–1 | —   | 6–1 | 1–0 | 1–1 | 1–0 | 0–0 | 2–3 | 3–0 | 2–2 | 3–1 | 0–1 | 4–2 | 4–3 |
| Hannover 96            | 2–0 | 1–1 | 2–1 | 2–0 | 2–1 | 1–2 | —   | 0–3 | 1–3 | 1–0 | 1–5 | 1–2 | 3–0 | 3–4 | 1–0 | 1–1 | 3–1 | 2–2 |
| 1. FC Heidenheim       | 1–1 | 3–0 | 1–0 | 2–1 | 3–1 | 3–3 | 2–1 | —   | 2–2 | 5–2 | 3–0 | 0–0 | 5–0 | 3–0 | 5–4 | 2–0 | 1–0 | 0–1 |
| 1. FC Kaiserslautern   | 1–2 | 1–1 | 3–3 | 0–3 | 3–1 | 2–0 | 2–1 | 2–2 | —   | 2–0 | 2–1 | 4–4 | 0–0 | 0–1 | 0–3 | 0–1 | 2–2 | 2–1 |
| Karlsruher SC          | 4–2 | 1–1 | 1–2 | 0–2 | 2–1 | 4–2 | 2–1 | 0–0 | 2–0 | —   | 1–4 | 2–3 | 3–0 | 0–1 | 1–0 | 2–0 | 3–2 | 4–4 |
| Holstein Kiel          | 2–3 | 3–0 | 0–3 | 1–2 | 2–1 | 2–3 | 1–1 | 3–1 | 2–2 | 2–1 | —   | 2–3 | 2–1 | 1–1 | 1–2 | 1–1 | 1–0 | 3–4 |
| 1. FC Magdeburg        | 4–0 | 0–2 | 0–1 | 1–2 | 2–1 | 3–2 | 0–4 | 1–1 | 2–0 | 1–1 | 1–2 | —   | 2–2 | 0–0 | 1–0 | 3–0 | 1–2 | 1–2 |
| 1. FC Nürnberg         | 1–0 | 2–0 | 0–1 | 2–0 | 2–0 | 0–2 | 0–0 | 0–3 | 3–3 | 1–1 | 2–3 | 1–2 | —   | 2–1 | 1–0 | 0–0 | 1–0 | 0–1 |
| SC Paderborn           | 0–2 | 5–1 | 1–2 | 4–1 | 3–2 | 2–3 | 4–2 | 3–2 | 1–0 | 5–0 | 7–2 | 1–0 | 0–1 | —   | 3–0 | 3–0 | 3–0 | 1–2 |
| Jahn Regensburg        | 1–3 | 1–1 | 2–0 | 0–1 | 2–2 | 1–5 | 1–1 | 2–3 | 0–0 | 0–6 | 0–0 | 2–2 | 0–0 | 1–0 | —   | 0–3 | 2–1 | 2–0 |
| Hansa Rostock          | 2–1 | 2–1 | 0–1 | 2–5 | 2–0 | 0–2 | 0–1 | 0–1 | 0–2 | 0–2 | 2–3 | 3–1 | 1–1 | 0–3 | 2–0 | —   | 0–1 | 2–0 |
| SV Sandhausen          | 2–1 | 2–2 | 0–4 | 1–0 | 0–2 | 0–1 | 2–3 | 3–4 | 0–0 | 0–3 | 1–1 | 1–0 | 1–2 | 2–2 | 2–1 | 1–2 | —   | 0–5 |
| FC St. Pauli           | 2–1 | 1–2 | 1–1 | 0–0 | 2–1 | 3–0 | 2–0 | 0–0 | 1–0 | 1–1 | 0–0 | 3–0 | 3–2 | 2–2 | 1–0 | 1–0 | 1–1 | —   |

## Play-off de promoção

### Jogo de ida
| 1 de junho de 2023 | Stuttgart                                   | 3 – 0     | Hamburgo | Mercedes-Benz Arena, Stuttgart           |
| 20:15 (UTC+2)      | Mavropanos 1' · Vagnoman 51' · Guirassy 54' | Relatório |          | Público: 47 500 Árbitro: ALE Tobias Welz |

### Jogo de volta
| 5 de junho de 2023 | Hamburgo  | 1 – 3     | Stuttgart                      | Volksparkstadion, Hamburgo                   |
| 20:15 (UTC+2)      | Kittel 6' | Relatório | 48', 64' Millot · 90+6' Mvumpa | Público: 57 000 Árbitro: ALE Bastian Dankert |

Stuttgart venceu por 6–1 no agregado. Ambos os times permanecem em suas respectivas ligas.

## Play-off de rebaixamento

### Jogo de ida
| 2 de junho de 2023 | Wehen Wiesbaden                                       | 4 – 0     | Arminia Bielefeld | Brita-Arena, Wiesbaden                      |
| 20:45 (UTC+2)      | Prtajin 6' · Wurtz 50' · Hollerbach 60' · Iredale 82' | Relatório |                   | Público: 11 008 Árbitro: ALE Benjamin Brand |

### Jogo de volta
| 6 de junho de 2023 | Arminia Bielefeld | 1 – 2     | Wehen Wiesbaden       | Bielefelder Alm, Bielefeld                     |
| 20:45 (UTC+2)      | Klos 4'           | Relatório | 35', 45+2' Hollerbach | Público: 26 000 Árbitro: ALE Christian Dingert |

Wehen Wiesbaden venceu por 6–1 no agregado e foi promovido à 2. Bundesliga de 2023–24. Arminia Bielefeld é rebaixado para a 3. Liga de 2023–24.

## Estatísticas

### Artilharia
| Pos. | Jogador            | Clube                | Gols |
| ---- | ------------------ | -------------------- | ---- |
| 1    | Tim Kleindienst    | 1. FC Heidenheim     | 25   |
| 2    | Robert Glatzel     | Hamburger SV         | 19   |
| 3    | Steven Skrzybski   | Holstein Kiel        | 15   |
| 4    | Cedric Teuchert    | Hannover 96          | 14   |
| 4    | Dawid Kownacki     | Fortuna Düsseldorf   | 14   |
| 6    | Terrence Boyd      | 1. FC Kaiserslautern | 13   |
| 6    | Fabian Schleusener | Karlsruher SC        | 13   |
| 8    | Jan-Niklas Beste   | Heidenheim           | 12   |
| 8    | Phillip Tietz      | Darmstadt 98         | 12   |